# Milton Resnick
Pour les articles homonymes, voir Resnick.
Milton Resnick, né Milya Rachmiel le 7 janvier 1917 à Bratslav dans l'Empire russe (aujourd'hui dans l'oblast de Vinnytsia, en Ukraine) et mort le 12 mars 2004 à New York, est un peintre américain associé à l'École de New York,.

## Œuvre
Ses œuvres figurent notamment dans les collections du Smithsonian American Art Museum (New Bride, 1963), de la National Gallery of Art (Mound, 1961) à Washington, du MoMA (Earth, 1976), du Met (Wedding, 1962) et du Whitney Museum of American Art (Untitled, 1982) à New York.